# Гай Касий Лонгин (консул 171 пр.н.е.)
Вижте пояснителната страница за други личности с името Гай Касий Лонгин.
Гай Касий Лонгин (на латински: Gaius Cassius Longinus) e римски консул през 171 г. пр. Хр. заедно с Публий Лициний Крас. Той участва в третата македонска война. През 154 г. пр. Хр. той e цензор.